# Butler (Pennsylvania)
Butler város az Amerikai Egyesült Államok Pennsylvania államában, Butler megyében, melynek megyeszékhelye is. Lakosainak száma 13 502 fő (2020. április 1.).
A település 56 km-re északra fekszik Pittsburghtől, és a Greater Pittsburgh régió része. Nevét Richard Butler vezérőrnagyról kapta, aki a Wabash-i csatában halt meg 1791-ben. Először 1803-ban telepedett le John és Samuel Cunningham és 1817-ben boroughgá alakult, majd 1918-ban várossá vált. Kezdetben ír és skót bevándorlók telepedtek le, azonban a 19. század elején német telepesek is érkeztek. Detmar Basse 1803-ban alapította Zelienople-t, George Rapp pedig 1805-ben Harmony-t, ami további növekedéshez és fejlődéshez vezetett.
A 20. század elején Butler ipari központtá vált, és jelentősen hozzájárult a Steel Belt gyártási régióhoz. A város adott otthont a Standard Steel Car Company-nak, amely 1902-ben nyílt meg, és az első teljesen acélból készült vasúti kocsikat gyártotta. Ez a létesítmény később a Pullman-Standard része lett. Butler ad otthont az American Bantam Car Company-nak is, amely az eredeti, második világháborús Jeep kifejlesztéséről ismert.
Ezen ipari fejlesztések ellenére a Pullman-Standard gyár 1982-ben bezárt, és az American Bantam Car Company küzdött, 
végül elvesztette a katonai szerződéseket a nagyobb vállalatokkal szemben.
Butlernek kulturális történelme van. Az 1921-ben épült Butler Area Public Library volt az utolsó Carnegie könyvtár Pennsylvania államban. Butler ad otthont a Butler Little Színháznak, amely 1941 óta ad elő színdarabokat.
Nevezetes történelmi helyszínek közé tartozik a Butler megyei bíróság és a Butler Armory. Butler olyan éves rendezvényeknek ad otthont, mint a Bantam Jeep Heritage Festival (Bantam dzsip örökség fesztivál) és a Butler Olasz Fesztivál. Butler gazdasági változásokkal szembesült, a az 1970-es évek végére a feldolgozóipari munkahelyek megfogyatkoztak. Az elmúlt években a város egyre inkább elvesztette a munkásságát, a város erőfeszítéseket tett a gazdaság és a közösség újjáélesztésére.
Említésre méltó munkaadók közé tartozik az AK Steel, a Butler Area School District és a VA Butler Healthcare.

## Népesség
A település népességének változása:

| 2010 | 13 757 |
| 2020 | 13 502 |

## Események
- 2024. július - Merénylet Donald Trump ellen